# Talpa Network
Talpa Network is een Nederlands multimediaal bedrijf dat is opgericht door John de Mol. Sinds november 2017 valt het onder de Talpa Holding N.V. waar De Mol al zijn media-activiteiten heeft samengebracht. De hoofdactiviteiten van Talpa Network omvatten radio en televisie, maar daarnaast is het bedrijf ook actief op internet, print en social media.
De activiteiten van Talpa Network dienen niet verward te worden met de voormalige activiteiten op het gebied van radio en televisie(producties) van De Mol, zoals Talpa (later Tien) en Talpa Media. Daarnaast is er anno 2023 ook de onderneming Talpa Studios die volledig eigendom is van de mediaondernemer, maar los staat van Talpa Network. Sinds de oprichting van Talpa Network waren de aandelen volledig in handen van oprichter De Mol.

## Bedrijfsactiviteiten
De media-activiteiten van Talpa Network zijn ondergebracht bij verschillende divisies die zich ieder richten op een specifieke markt, maar onderling ook samenwerkingen aangaan, bijvoorbeeld op het gebied van adverteren.

### Talpa TV
Gedurende de periode 2011 tot en met medio 2017 waren Sanoma Media Nederland (67%) en Talpa Network (33%) gezamenlijk eigenaar van de Nederlandse tak van SBS Broadcasting. Op 19 juli 2017 werd Talpa Network volledig eigenaar van de televisiezenders van SBS. De Mol betaalde 237 miljoen euro voor het belang van Sanoma. Met de aankoop van SBS wilde Talpa Network de positie van de zenders op de Nederlandse markt verstevigen.

#### Televisiezenders
De televisiezenders die anno maart 2025 deel uitmaken van Talpa TV zijn:
- SBS6
- NET5
- Veronica
- SBS9
- KIJK, app en website voor het terugkijken van tv-programma's, series en films van Talpa Network.

#### Presentatoren en programma's
De lijsten hieronder geven de presentatoren en de programma's van bovengenoemde zenders weer:
- Lijst van presentatoren van Talpa Network
- Lijst van programma's van SBS6
- Lijst van programma's van NET5
- Lijst van programma's van Veronica TV (Talpa TV)

### Talpa Radio
In 2016 fuseerde de 538 Groep en de Sky Radio Group tot één gezamenlijke organisatie. Deze organisatie werd op 1 januari 2017 officieel de radiotak van Talpa Network en omgedoopt tot Talpa Radio. Bij de oprichting in 2017 was de Telegraaf Media Groep (TMG) nog gedeeltelijk eigenaar van het bedrijfsonderdeel, maar de aandelen van TMG kwamen in december 2017 in handen van De Mol.
Onder Talpa Radio vallen, anno december 2023, de onderstaande landelijke radiozenders:
- Radio 10
- Radio 538
- Radio Noordzee[2]
- Sky Radio

De lijsten hieronder geven de diskjockeys van bovengenoemde zenders weer:
- Lijst van diskjockeys op Radio 10
- Lijst van diskjockeys op Radio 538

Naast de radiozenders heeft Talpa Network ook enkele online themazenders en radiozenders. Daarnaast zijn de uitzendingen van de landelijke radiozenders ook via hun website te bekijken door de webcams in de studio. Ook de online televisiezender TV 538 is onderdeel van Talpa Radio.

### Talpa Social
Talpa Social is het bedrijfsonderdeel dat zich richt op activiteiten op verschillende sociale media. In 2018 trad influencers agency Social1nfluencers toe tot Talpa Network om de social-tak verder te ontwikkelen en uit te breiden. Talpa Social heeft een netwerk van 160 Nederlandse social influencers, die gezamenlijk miljoenen volgers op YouTube bereiken. De doelgroep bestaat uit kijkers van 17 tot 34 jaar. Het bekendste onderdeel van Talpa Social was StukTV met onder andere Giel de Winter. De organisatie werkt daarnaast aan het uitbreiden van hun online bereik.
Influencers die deel uitmaken van Social1nfluencers zijn bijvoorbeeld:
- JayJay Boske
- Kalvijn
- Gio Latooy
- Nienke Plas
- Supergaande[4]

## Overige onderdelen

### Mood for Magazines
Mood for Magazines is de uitgever van het multimedia merk LINDA. dat in 2003 werd opgericht door Linda de Mol. Het bedrijf werd in 2019 onderdeel van Talpa Network toen dat bedrijf de aandelen in de uitgever overnam van Sanoma. Naast LINDA. geeft het bedrijf ook maandelijkse themanummers uit en specials zoals de L'HOMO of LINDA.man.

### Talpa Events
De bekende Talpa Network-merken organiseren enkele jaarlijks terugkerende evenementen. Talpa Events is verantwoordelijk voor de organisatie en ontwikkeling van de evenementen gerelateerd aan de eigen merken. Evenementen die worden georganiseerd door Talpa Events zijn onder andere:
- 538 Beach club
- 538 Koningsdag
- Radio 10 DJ’s on tour

### Talpa Media Solutions
Talpa Media Solutions is het advertentienetwerk van Talpa Network. Een crossmediale aanpak speelt een grote rol binnen het bedrijf. Om die reden is binnen Talpa Media Solutions het onderdeel Het Bureau opgezet die, waar mogelijk, programma's en formats betrekt binnen een crossmediale omgeving en deze koppelt aan de juiste adverteerders.

### Talpa Platform
Talpa Platform is een data platform. Aan de hand van de verzamelde data wordt gewerkt aan content innovatie, data science en consumententevredenheid.

## Organisatie

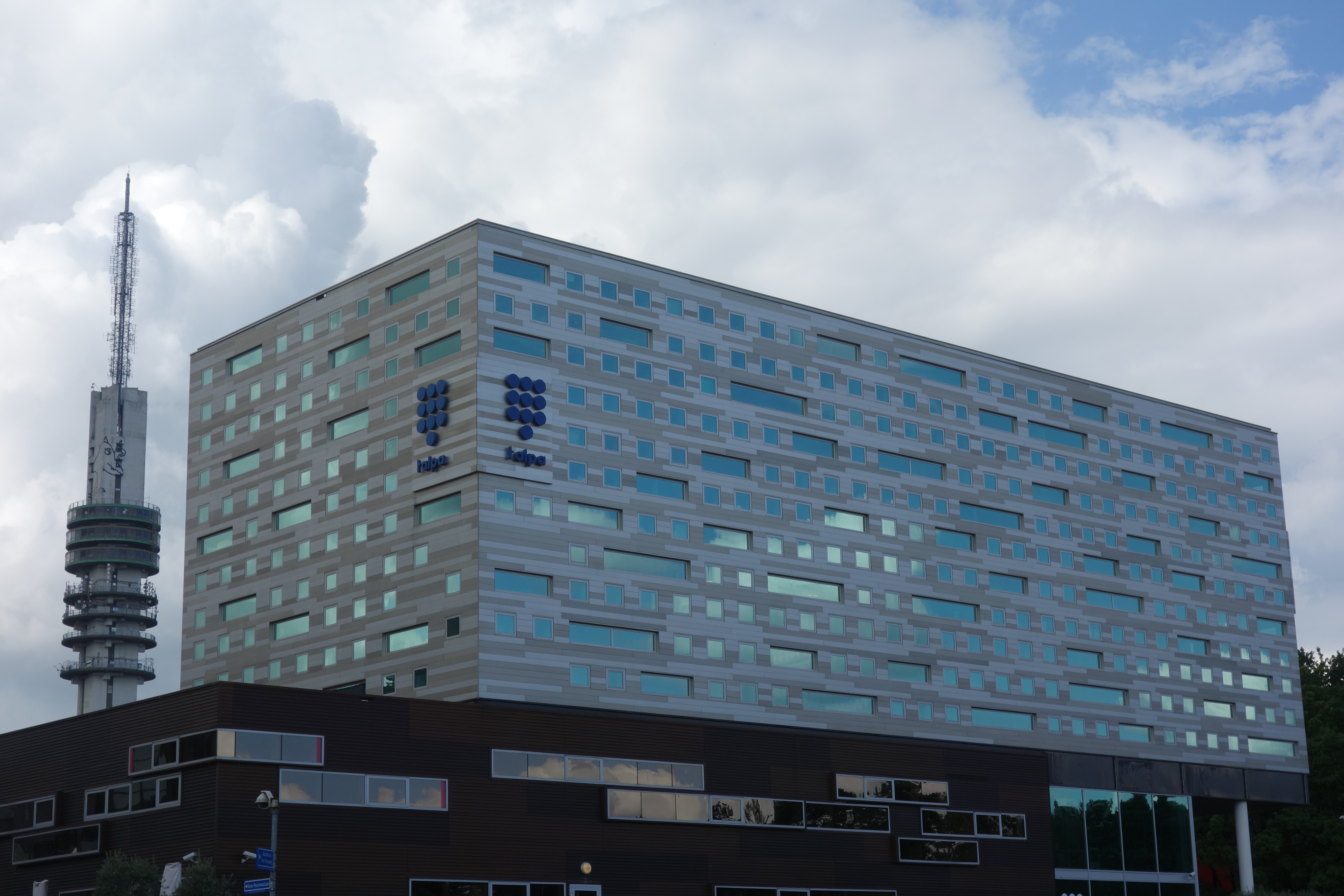
Voormalig Talpa hoofdkantoor op het Media Park in Hilversum

| Talpa Network       |                         |
| Naam                | Functie                 |
| John de Mol         | Eigenaar, President     |
| Joost Brakel        | Chief Executive Officer |
| Alexander Kousbroek | Chief Financial Officer |
| Barry Masclee       | Chief Operating Officer |

| Talpa Radio       |                               |
| Naam              | Functie                       |
| Dave Minneboo     | Creative Director Talpa Radio |
| Hugo Hofman a.i.  | Radio Director Radio 10       |
| vacant            | Radio Director Radio 538      |
| Uunco Cerfontaine | Radio Director Sky Radio      |

| Talpa TV           |                             |
| Naam               | Functie                     |
| Frans Klein        | Creative Director Televisie |
| Tom Roedolf        | Head of SBS6                |
| Lisa Paulet Vos    | Head of Veronica            |
| Bastiaan van Dalen | Head of Net5 & SBS9         |

## Niet doorgegane fusie met RTL
Op 22 juni 2021 werd bekend dat Talpa Network en RTL Nederland voornemens waren de activiteiten samen te brengen in één organisatie. De fusie moest nog wel goedgekeurd worden door de mededingingsautoriteit. RTL Group zou na goedkeuring 70% van de aandelen in handen krijgen en De Mol, via Talpa Holding N.V., de overige 30%. Talpa Entertainment Productions is buiten de deal met RTL gehouden, hiermee wordt het productiebedrijf een zelfstandig bedrijf. RTL-ceo Sven Sauvé zou de nieuwe groep gaan leiden, terwijl Talpa-ceo Pim Schmitz toe zou treden tot de nieuwe raad van commissarissen. Op 30 januari 2023, ruim anderhalf jaar na de aankondiging, werd door beide partijen bekendgemaakt dat de Autoriteit Consument & Markt geen toestemming heeft gegeven voor de fusie. RTL Group en Talpa Network onderzochten nog wel een eventueel hoger beroep tegen de uitspraak. Uiteindelijk gingen de partijen niet in beroep.

## Voormalige onderdelen

### ANP
Het Algemeen Nederlands Persbureau (ANP) is het grootste Nederlandse persbureau en levert nieuwsberichten en foto's aan diverse nieuwsorganisaties. Op 28 maart 2018 werd het ANP overgenomen door Talpa Network. In de zomer van 2018 werd fotobureau Hollandse Hoogte overgenomen door het ANP. De activiteiten van Hollandse Hoogte werden in de zomer van 2020 samengevoegd met die van ANP Foto, de fotonieuwsdienst van het ANP. Op 28 mei 2021 werd bekend dat De Mol het ANP had verkocht aan voormalig DSW-topman Chris Oomen. Talpa en De Mol besloten over te gaan tot verkoop vanwege een koerswijziging van Talpa Network waarbij het ANP niet langer als kernonderdeel werd gezien.

### Radio Veronica
Op 3 april 2023 kondigde Talpa Network aan dat het een principeakkoord had bereikt met Mediahuis over de verkoop van Radio Veronica. Door een verandering in de wetgeving, na de herverdeling van de frequenties, was het niet langer toegestaan voor één bedrijf om meer dan drie FM-frequenties in bezit te hebben. Met ingang van 30 juni 2023 werd Radio Veronica officieel onderdeel van Mediahuis.

### Gids.tv en Weer.nl
Op 3 oktober 2023 werd bekend dat Gids.tv en Weer.nl werden verkocht aan Kompas Publishing. Talpa Network besloot zich te gaan focussen op een aantal hoofdmerken – de televisie- en radiozenders – en nam daarom afscheid van deze twee websites.

### Talpa E-commerce
Per 1 december 2024 stopte Talpa network met hun E-commerce tak en verkochten ze hun merken aan House of Tickets.

### Juke
Begin 2025 stopte Talpa Network na acht jaar met hun muziekdienst Juke. Talpa ging zich focussen op de zelfstandige apps van hun radio zenders.

## Trivia
- Talpa is Latijn voor Mol, de achternaam van de oprichter van dit bedrijf.